# Jezuïetenkerk (Molsheim)

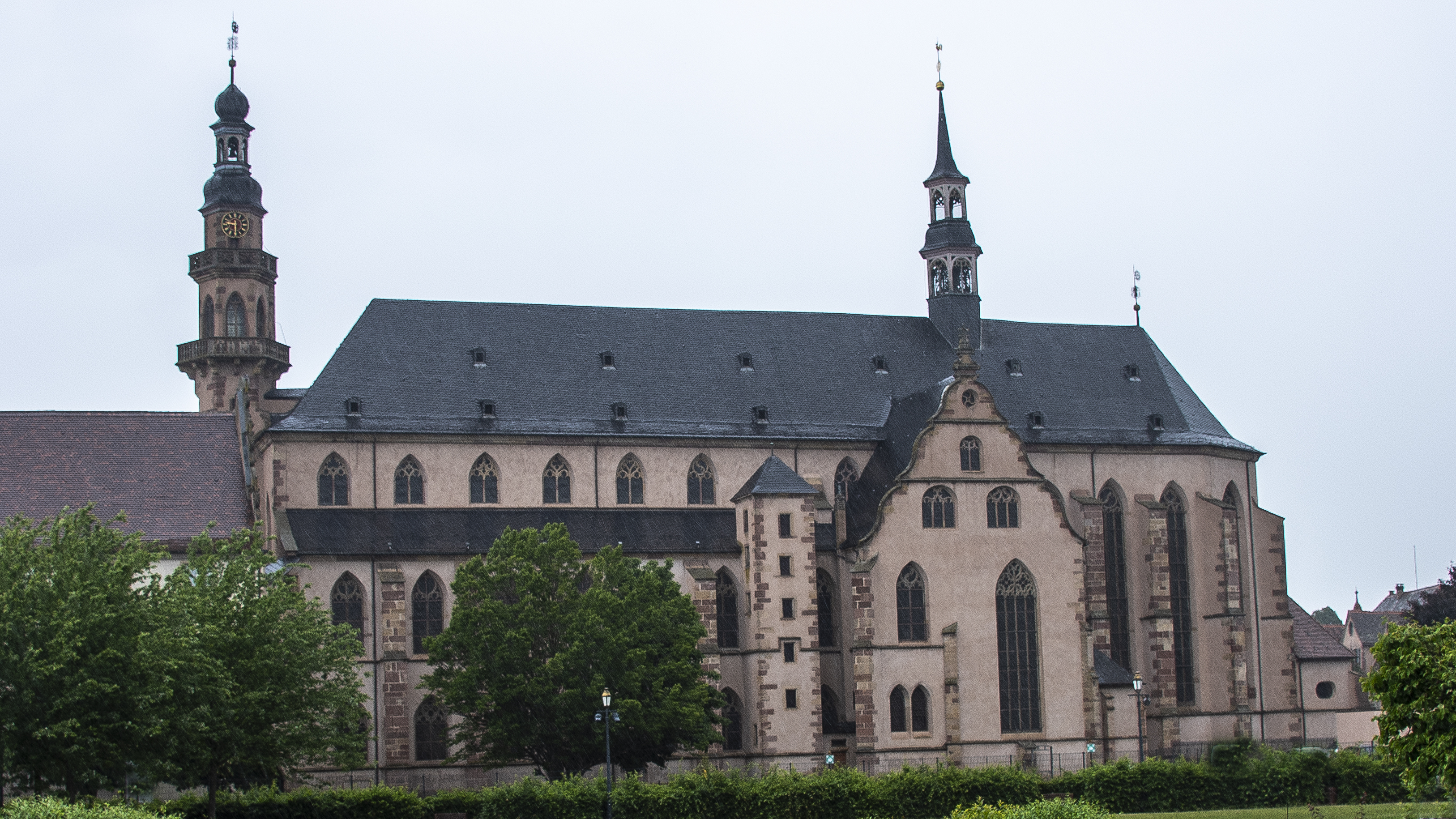
De Jezuïetenkerk

De Jezuïetenkerk in Molsheim is een kerkgebouw dat werd bediend door Jezuïeten. Het is het belangrijkste gebedshuis uit de 17e eeuw in het dal van de Rijn. Heden ten dage is het de parochiekerk van de gemeente.

## Geschiedenis
Maarten Luther en het protestantisme dat hij verkondigde ligt aan de oorzaak van de bouw van deze kerk, zij het ongeveer 100 jaar later. In 1538 stichtten de protestanten namelijk een gymnasium in Straatsburg. Erasmus van Limburg, bisschop van Straatsburg nam deel aan verschillende zittingen van het concilie van Trente waar ze de opdracht kregen om te reageren. Hij ontmoette in 1552 de jezuïet, Petrus Canisius, de eerste provinciaal van de orde. Canisius drong bij de bisschop aan op de komst van zijn orde naar de Elzas. Het is maar in 15 maart 1580 dat acht geestelijken in Molsheim aankomen. Het oude hospitaal, gesticht door bisschop Jean de Durbheim in 1316 werd aan hen toegewezen. In 1580 reeds telde het jezuïetencollege 84 leerlingen. Met de bouw van een school, een verblijf voor de geestelijken en een internaat startte men in 1581, die in 1583 werden afgewerkt.
Leopold V van Habsburg, broer van de latere keizer Ferdinand liet een nieuw en ruimer college optrekken in 1608 (het huidige lyceum en internaat). Uitbraak van de pest in 1609 deed jezuïeten en hun leerlingen naar Fulda vluchten. Zeven jezuïeten stierven toch in Molsheim. Na twee jaar keerde men terug om het college en de kapel geplunderd terug te vinden.

### Molsheim en de jezuïeten

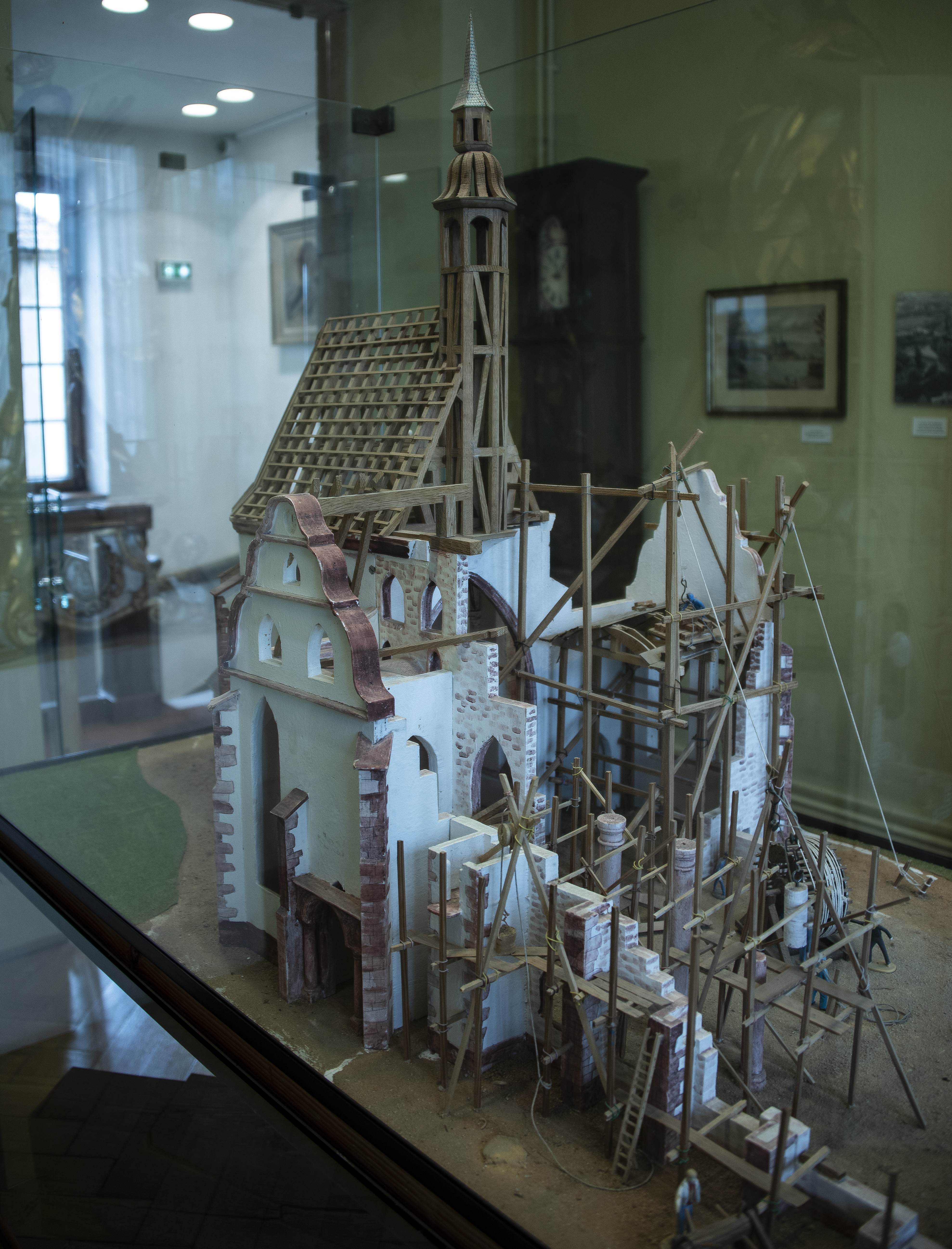
Maquette met de constructie van de kerk in het Museum van de Kartuizers

Aartshertog Leopold V van Habsburg besliste om in 1614 een nieuwe kerk te bouwen. Hij doneerde op Leopoldsdag (15 november) een aanzienlijke som geld. De kerk kon reeds op Allerheiligen 1617 worden ingewijd.
Ze werd toegewijd aan de Heilige Drievuldigheid, Maria, Augustinus, Maternus en het Thebaanse legioen. Leopold voorzag in een banket voor 1000 genodigden; de inwoners van Molsheim aten van een geroosterd rund en twee fonteinen met rode en witte wijn.
De kerk wordt over het algemeen de Jezuïetenkerk genoemd vanwege haar eeuwenlange functie. Het gebouw wordt beschouwd als een van de meest representatieve voorbeelden van neogotische architectuur. De kerk staat sinds 1939 op de monumentenlijst van het Franse Ministerie van Cultuur.
Het jezuïetencollege van Molsheim werd in 1580 opgericht en in 1765 opgeheven. Van 1618 tot 1704 was het de belangrijkste katholieke universiteit in de Elzas en belangrijker dan de lutherse universiteit van Straatsburg. Er is een kapel gewijd aan Sint Ignatius van Loyola. De toewijding aan Sint-Joris werd toegevoegd nadat de kerk aan de stad werd overgedragen (1791). De vorige Sint-Joriskerk en oorspronkelijke parochiekerk van Molsheim werd tussen 1790 en 1806 afgebroken. Ze stond op het huidige marktplein.

## Interieur van de jezuïetenkerk

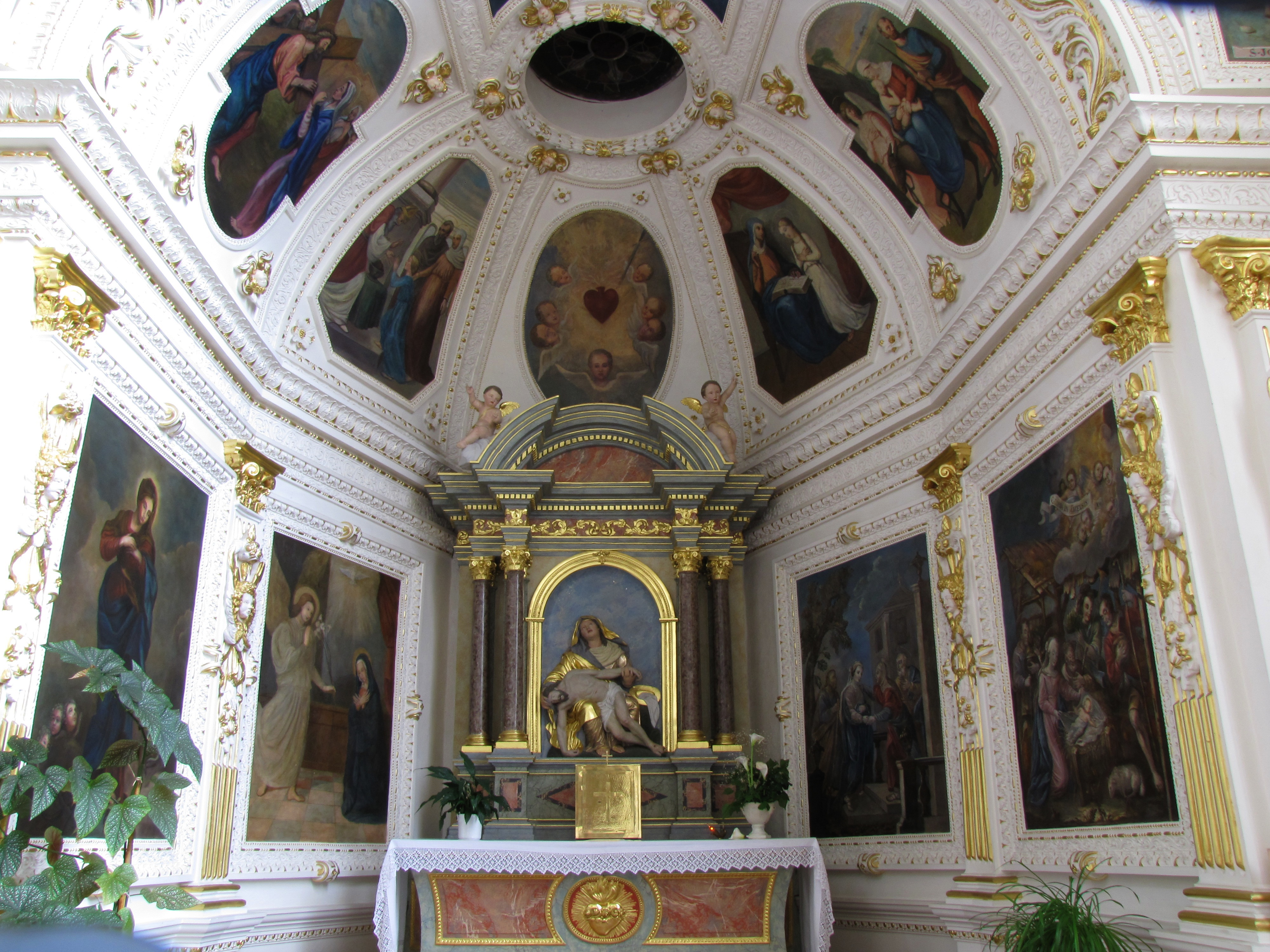
Kapel van de Maagd

### Kapel van de Maagd
Deze kapel bevindt zich in het zuidelijk transept die op de locatie staat van de voormalige kapel van het verdwenen hospitaal uit 1316. In de kapel is de tombe van prins-bisschop Jan I van Diepenheim, ook gekend als Jean de Dürbheim, en als Johann I. von Straßburg, prins-bisschop van Straatsburg van 1306 tot 1328. Hij was de stichter van het verdwenen hospitaal toen de pest in Molsheim in 1311 uitbrak. Deze tombe werd beschadigd door Franse revolutionairen en hersteld in 1988. Het wordt beschouwd als een van de mooiste tombes uit de XIV-e eeuw.
Het oorspronkelijk renaissancegestoelte in het kerkschip is er niet meer. Wat er nog van rest is achteraan in de kerk te zien. De preekstoel stamt uit 1631.

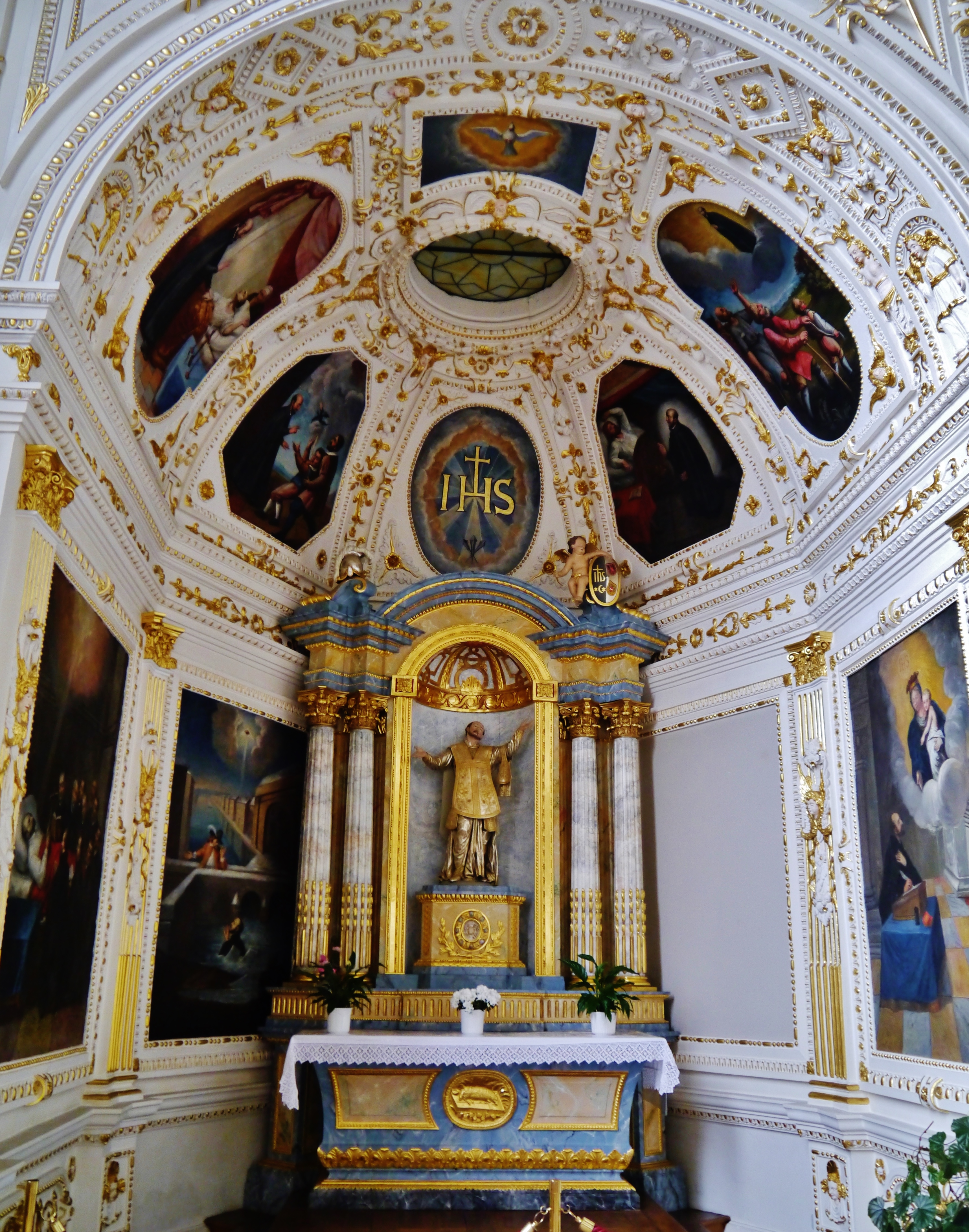
Kapel van de heilige Ignatius

### Kapel van de heilige Ignatius
Oorspronkelijk was dit de kapel, toegewijd aan het Heilig Kruis en werd ze opgedragen aan de stichter van de kerk, Leopold V van Habsburg. Bij de canonnisatie van Ignatius van Loyola, oprichter van de jezuïtenorde, werd de kapel naar hem genoemd. Op de plaats waar eerst het kruis van Niedermünster stond in de kapel, plaatste men een beeld van de heilige Ignatius.

### Orgel

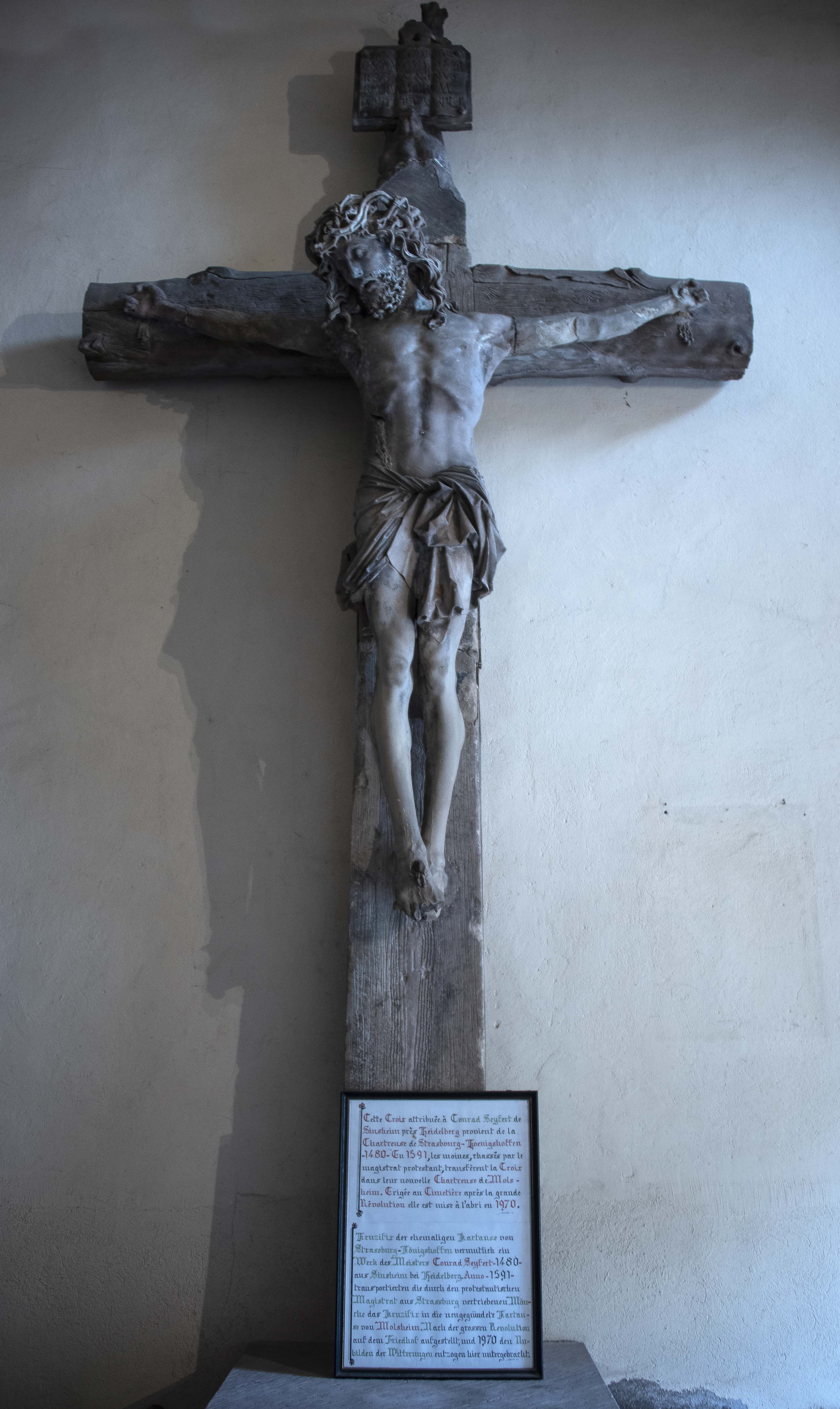
Kruis van de kartuizers

Het kerkorgel in de kerk, uit 1781, is het werk van Johann Andreas Silbermann (1712-1783). Het is een van de laatst gebouwde orgels van een lid van deze orgelbouwerfamilie uit Straatsburg. De orgelkast is versierd met muziekinstrumenten. De vereniging 'Amis de l'Orgue Silbermann' uit Molsheim organiseert regelmatig orgelconcerten in deze kerk.

### Kruis van de kartuizers
Aan de noordingang van de kerk hangt het kruis van de kartuizers tegen een muur. Men gaat ervan uit dat Conrat Seyfert uit Sinsheim dit kruis rond 1480 vervaardigde. De kartuizers van Koenigshoffen (een wijk in Straatsburg)  brachten het in 1580 mee naar Molsheim. Het stond eerst op de gemeentelijke begraafplaats na de revolutie van 1789 en in 1970 verplaatst naar de kerk.
Het wordt algemeen beschouwd als een van de mooiste kruisbeelden uit de late middeleeuwen in de Elzas.

## Galerij

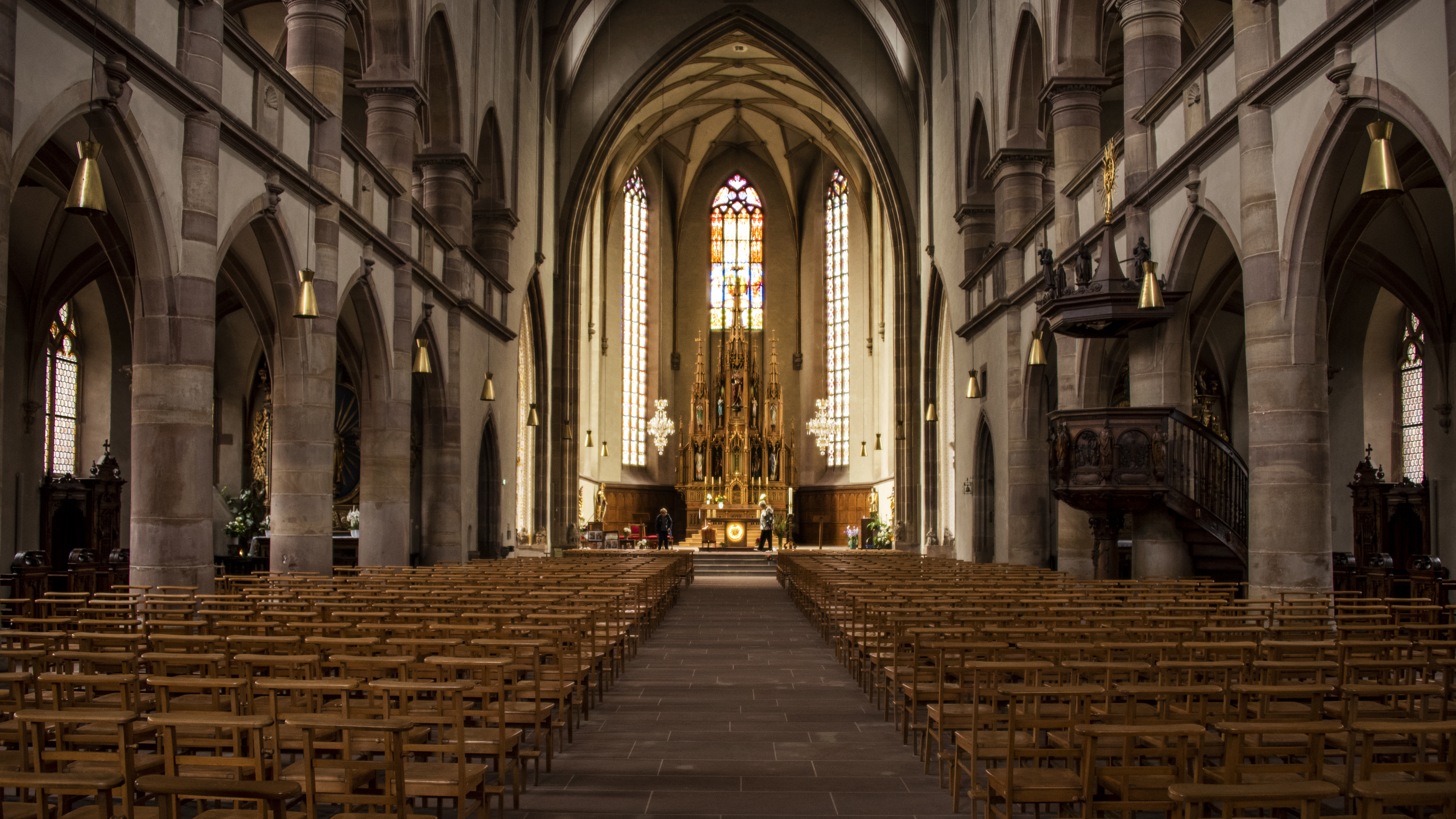
Kerkschip
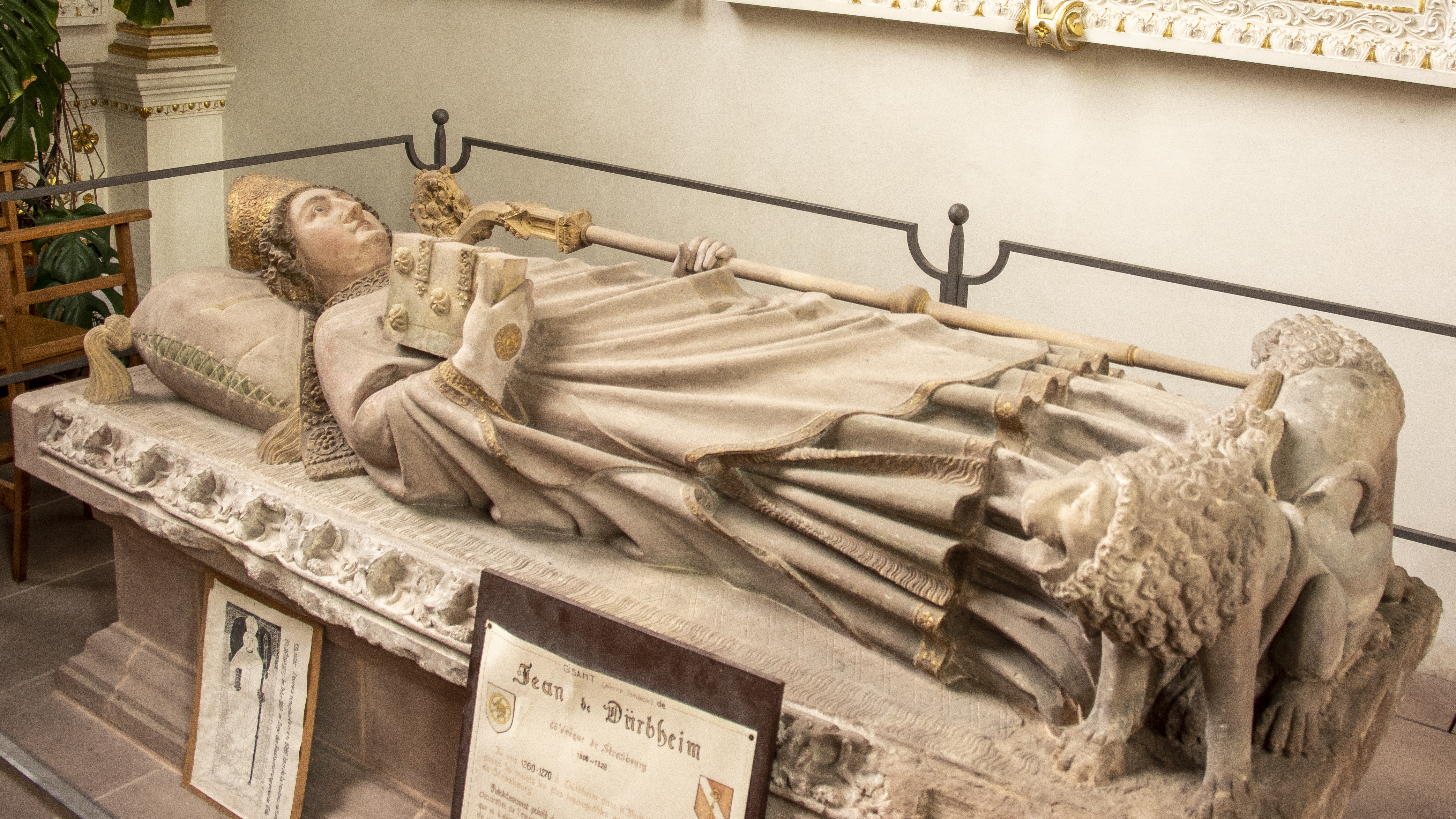
Tombe van Jan I van Diepenheim
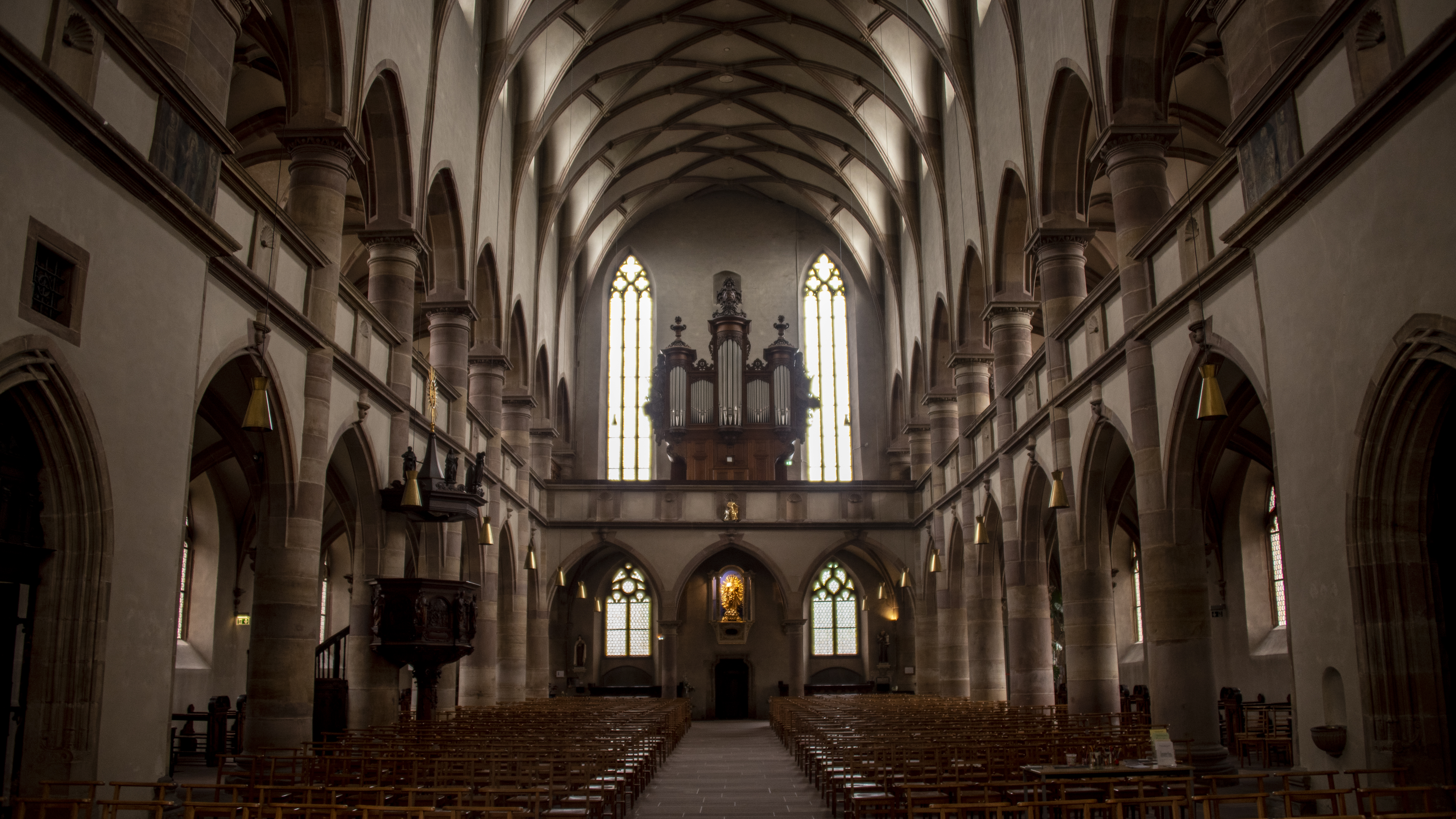
Achterzijde kerkschip
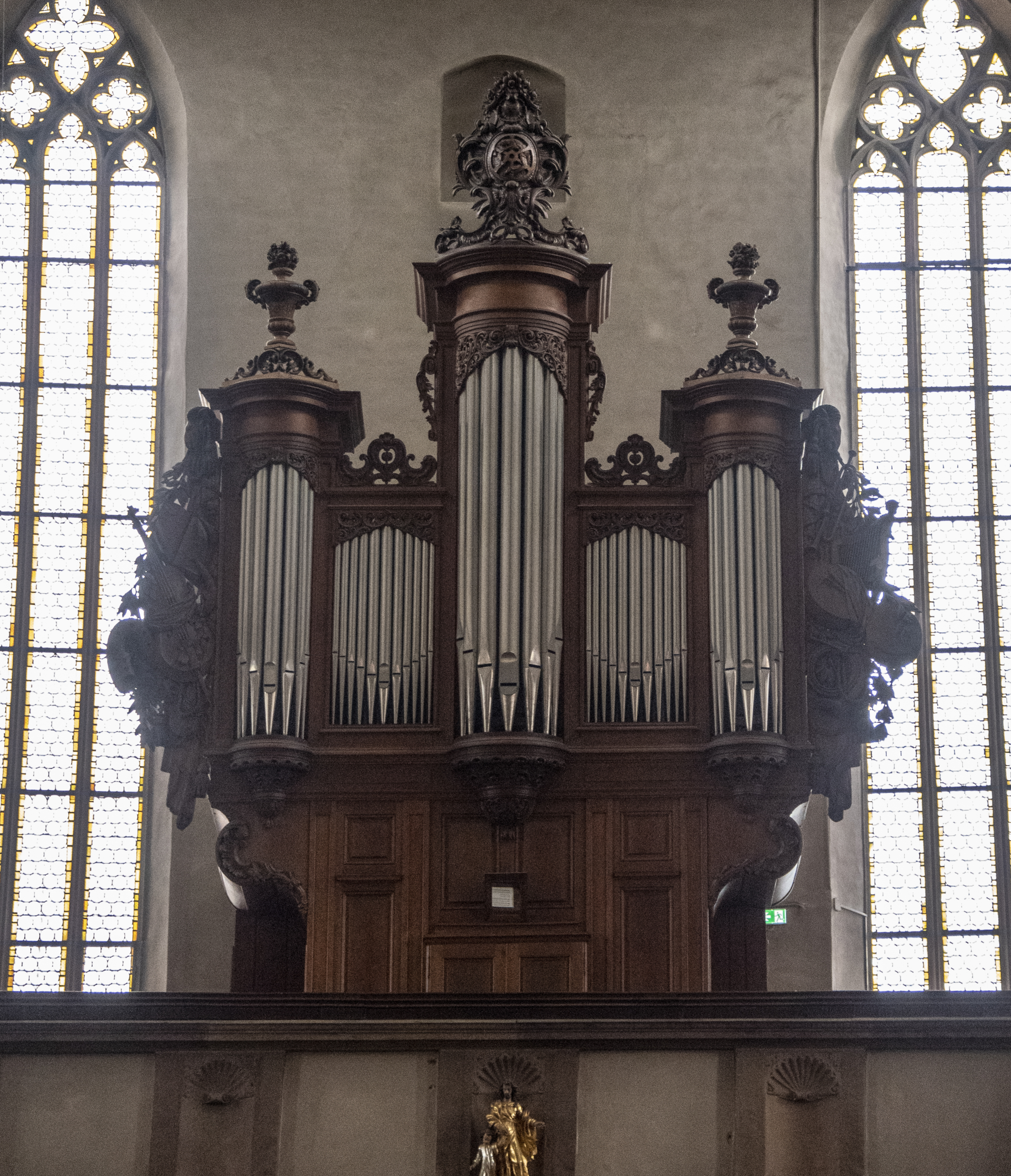
Kerkorgel van Silbermann
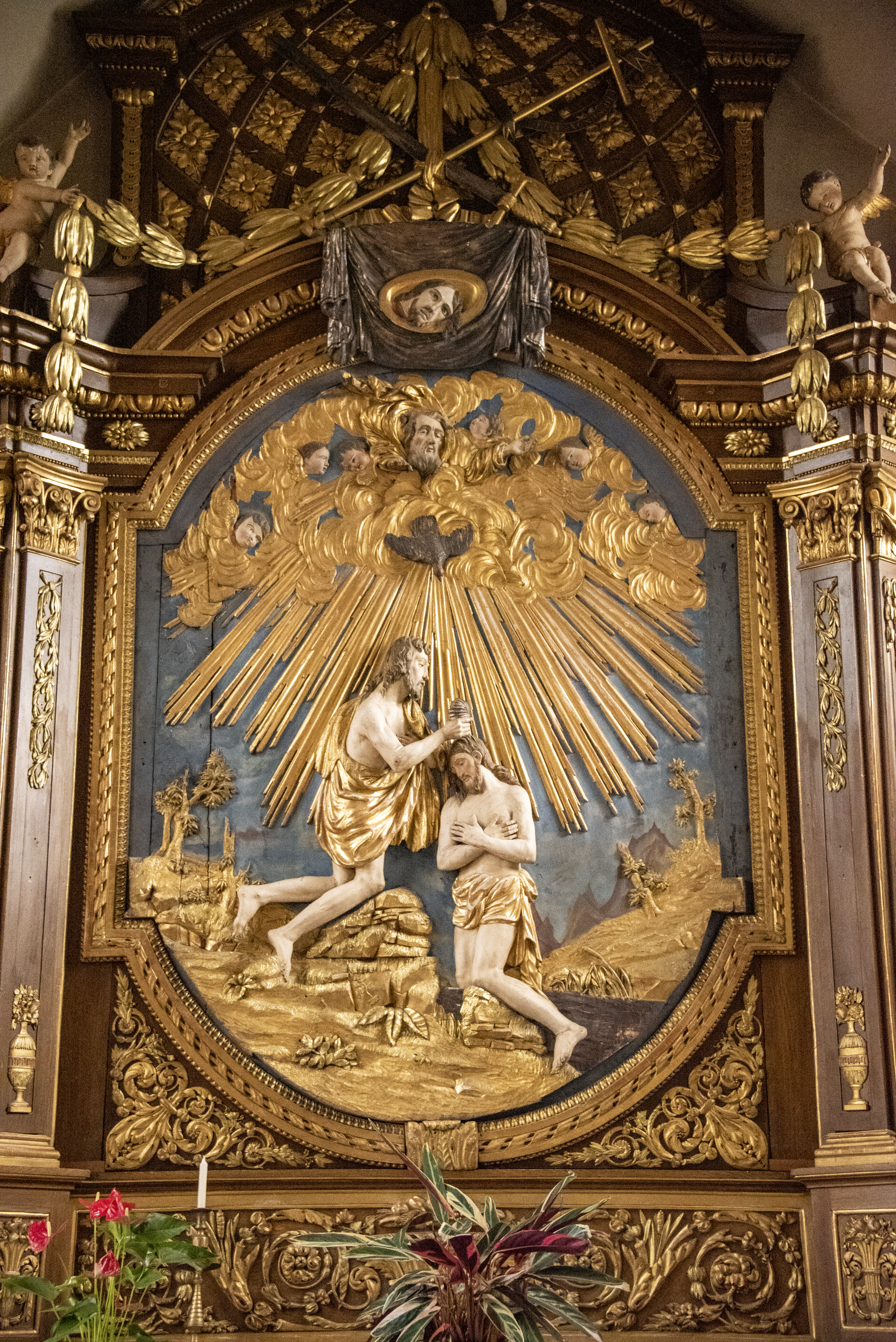
Johannes de Doper